# Dungeon Crawler
Dungeon Crawler ist eine Spielgenre das sowohl bei Computerspielen als auch bei Brettspielen vorkommt und in dessen Zentrum die Erforschung von Dungeons steht.

## Computerspiele
Pedit5, eine Adaption des Pen-&-Paper-Rollenspiels Dungeons & Dragons, gilt als einer der ersten Vertreter. Das Genre gilt als Untergenre und Vorläufer des Computer-Rollenspiels. Typisch sind von daher rollenspielhafte Elemente wie die Verbesserung von Charakterwerten und die Ausrüstung des Helden im Kampf gegen Monster. Bereiche im Dungeon werden meist erst durch das Erkunden dieser auf einer Kartendarstellung sichtbar (Fog of War).

## Brettspiele

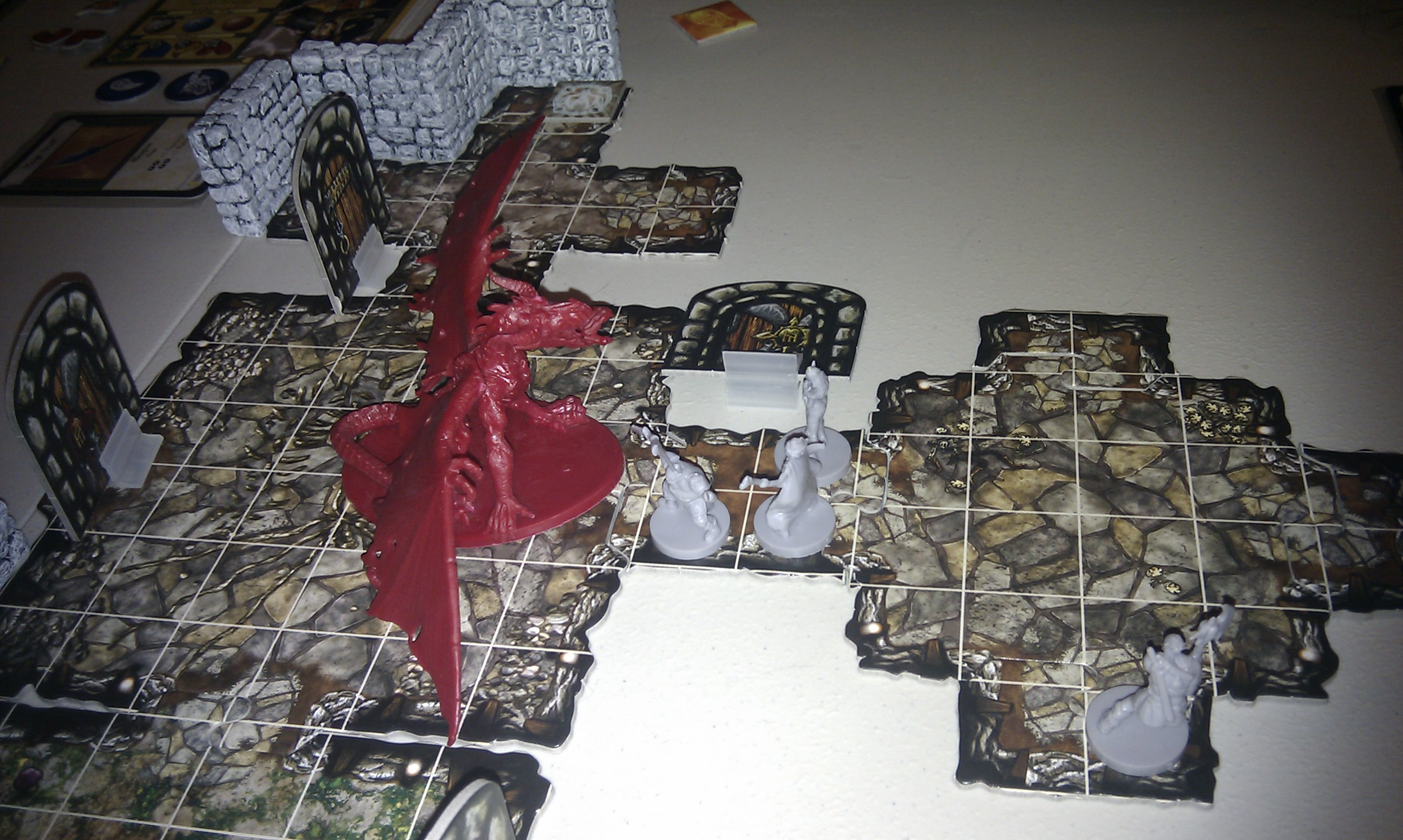
Eine Szene aus Descent: Vier Helden (in grau) kämpfen gegen ein Monster (in rot).

In Dungeon Crawlern erkundet eine Gruppe von Helden einen Dungeon. In vielen Spielen übernimmt ein Spieler die Rolle des Dungeon Masters während die anderen Spieler die Helden verkörpern. Dungeon Crawler sind in diesem Punkt den Pen-&-Paper-Rollenspielen sehr ähnlich. In den letzten Jahren gab es aber auch verstärkt Lösungen bei denen der Dungeon nach bestimmten Spielregeln mit Karten als Zufallsgenerator oder durch Apps gesteuert wird. Es gibt aber auch Dungeon Crawler die bewusst mit diesem Konzept brechen, z. B. Magic Maze.
Meist wird das Spielfeld im Laufe des Spiels erweitert oder gewisse Details werden erst auf dem Spielbrett platziert, wenn die Spielfiguren, die die Helden darstellen, einen gewissen Bereich des Spielbretts betreten. Die Spiele nutzen häufig Miniaturen um die Helden und Monster darzustellen.

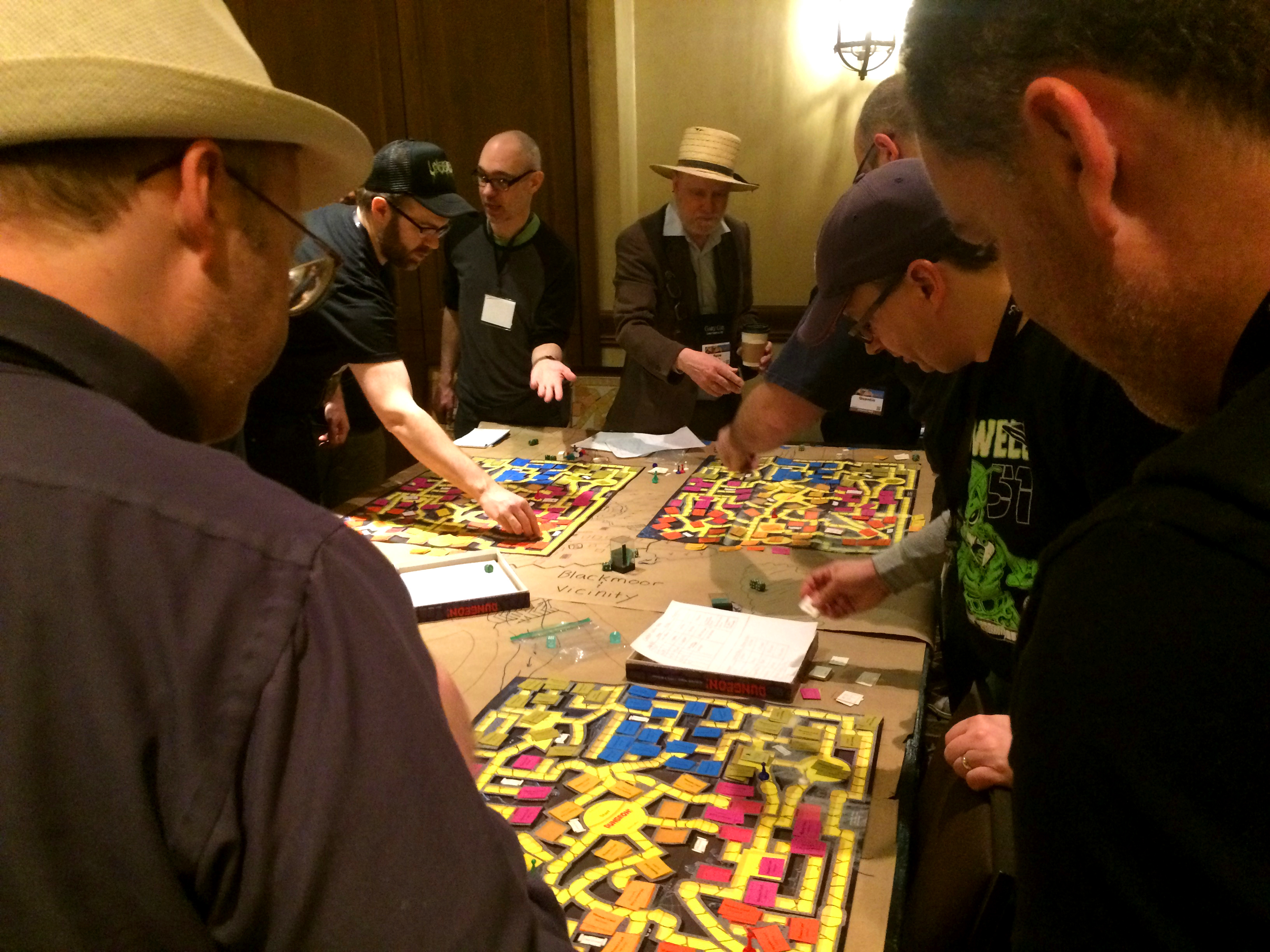
Dave Megarry, der Erfinder von Dungeon!, auf der Gary Con im März 2018, als er sein klassisches Spiel präsentiert.

Dungeon Crawler als Brettspiel lassen sich zurückverfolgen bis 1975 als Gary Gygax Solo Dungeon Adventures als Artikel in dem Magazin Strategic Review veröffentlichte. Im gleichen Jahr wurde Dungeon! als vollständiges Spiel veröffentlicht. In den folgenden Jahren kamen viele weitere Dungeon Crawler als Brettspiel heraus.
Bekannte Dungeon-Crawler-Brettspiele sind HeroQuest, Space Hulk, Descent und Gloomhaven. Für erfolgreiche Dungeon Crawler erscheinen häufig Erweiterungen mit neuen Helden oder neuen Dungeons.